# Ruta 227 (Costa Rica)
La Ruta 227, oficialmente Ruta Nacional Secundaria 227, es una ruta nacional de Costa Rica ubicada en la provincia de Alajuela.

## Descripción
En la provincia de Alajuela, la ruta atraviesa el cantón de San Carlos (los distritos de Cutris, Pocosol).